# Lijndenia brenanii
Lijndenia brenanii là một loài thực vật có hoa trong họ Mua. Loài này được (A. Fern. & R. Fern.) Jacq.-Fél. mô tả khoa học đầu tiên năm 1984.